# 呂底亞國王列表
吕底亚國王列表：

## 梅歐尼亞王朝
梅歐尼亞王朝（Maeoniae）：公元前1192年之前（依據希羅多德所說）
- 梅尼斯（Manes of Lydia）
- 阿提斯（Atys of Lydia），梅尼斯之子
- 利杜斯（Lydus），阿提斯之子
- 雅尔丹努斯（Iardanus of Lydia）
- 特莫罗斯（Tmolus）
- 翁法勒（Omphale）
- 坦塔罗斯（Tantalus）
- 坦塔罗斯二世（Tantalus）

## 海拉克里王朝
海拉克里王朝（Heraclids） ：赫拉克勒斯后裔，公元前1192年至公元前687年，共22個國王、505年（依據希羅多德所說）
- 阿格隆（Agron of Lydia），公元前1192年即位
- 十七个不知名国王
- 阿尔狄索斯一世（Meles of Lydia）
- 雅里雅特一世（aliyatte I ）
- 梅勒斯（Meles of Lydia）
- 坎道列斯（Candaule），至公元前687年；

## 梅尔莫纳达
梅尔莫纳达（Mermnads）王朝：
- 蓋吉茲（英语：Gyges of Lydia），公元前687年至公元前652年
- 阿尔狄索斯二世（Ardys of Lydia），公元前652年至公元前603年
- 萨迪亚特（Sadyatte，公元前603年至公元前591年
- 阿呂亞泰斯(Alyattes)，公元前591年至公元前560年
- 克罗索斯（Croesus），公元前560年至公元前547年，吕底亚最后一任国王，被波斯王居鲁士二世所灭